# Esqui estilo livre nos Jogos Olímpicos de Inverno de 2022 - Moguls masculino
A competição do moguls masculino do esqui estilo livre nos Jogos Olímpicos de Inverno de 2022 ocorreu nos dias 3 e 5 de fevereiro no Parque de Neve Genting, em Zhangjiakou.

## Medalhistas
| Ouro   | SWE Walter Wallberg  |
| Prata  | CAN Mikaël Kingsbury |
| Bronze | JPN Ikuma Horishima  |

## Programação
Horário local (UTC+8).
| Data           | Horário | Evento       |
| -------------- | ------- | ------------ |
| 3 de fevereiro | 19:45   | Qualificação |
| 5 de fevereiro | 19:30   | Final        |

## Resultados

### Qualificação

#### Qualificação 1
| Pos. | Bib | Ordem | Atleta                 | País               | Tempo          | Pontuação      | Pontuação      | Pontuação      | Total          | Notas |
| Pos. | Bib | Ordem | Atleta                 | País               | Tempo          | Giros          | Aéreo          | Tempo          | Total          | Notas |
| ---- | --- | ----- | ---------------------- | ------------------ | -------------- | -------------- | -------------- | -------------- | -------------- | ----- |
| 1    | 1   | 24    | Mikaël Kingsbury       | CAN Canadá         | 24.71          | 50.3           | 15.44          | 15.41          | 81.15          | QF    |
| 2    | 3   | 5     | Walter Wallberg        | SWE Suécia         | 24.16          | 49.6           | 13.38          | 16.14          | 79.12          | QF    |
| 3    | 9   | 6     | Benjamin Cavet         | FRA França         | 23.52          | 48.4           | 13.02          | 16.98          | 78.40          | QF    |
| 4    | 11  | 15    | Jimi Salonen           | FIN Finlândia      | 24.30          | 45.3           | 15.13          | 15.96          | 76.39          | QF    |
| 5    | 15  | 3     | Cole McDonald          | USA Estados Unidos | 25.41          | 47.0           | 14.78          | 14.49          | 76.27          | QF    |
| 6    | 4   | 19    | Kosuke Sugimoto        | JPN Japão          | 25.00          | 48.0           | 13.23          | 15.03          | 76.26          | QF    |
| 7    | 6   | 29    | Ludvig Fjällström      | SWE Suécia         | 25.69          | 48.3           | 13.78          | 14.12          | 76.20          | QF    |
| 8    | 7   | 10    | Daichi Hara            | JPN Japão          | 25.23          | 47.3           | 14.08          | 14.73          | 76.11          | QF    |
| 9    | 29  | 2     | Olli Penttala          | FIN Finlândia      | 24.53          | 45.7           | 14.60          | 15.65          | 75.95          | QF    |
| 10   | 16  | 21    | Dylan Walczyk          | USA Estados Unidos | 25.03          | 47.8           | 13.07          | 14.99          | 75.86          | QF    |
| 11   | 8   | 9     | Brodie Summers         | AUS Austrália      | 24.46          | 45.7           | 14.22          | 15.74          | 75.66          |       |
| 12   | 28  | 22    | Dmitriy Reiherd        | KAZ Cazaquistão    | 25.25          | 46.8           | 13.93          | 14.70          | 75.43          |       |
| 13   | 20  | 25    | Nikita Novitckii       | ROC                | 25.03          | 45.6           | 14.12          | 14.99          | 74.71          |       |
| 14   | 14  | 12    | Cooper Woods-Topalovic | AUS Austrália      | 26.45          | 45.7           | 15.83          | 13.12          | 74.65          |       |
| 15   | 23  | 8     | Marco Tadé             | SUI Suíça          | 25.03          | 46.3           | 13.19          | 14.99          | 74.48          |       |
| 16   | 2   | 16    | Ikuma Horishima        | JPN Japão          | 25.38          | 46.2           | 13.67          | 14.53          | 74.40          |       |
| 17   | 5   | 1     | Pavel Kolmakov         | KAZ Cazaquistão    | 24.85          | 43.7           | 15.16          | 15.23          | 74.09          |       |
| 18   | 19  | 11    | So Matsuda             | JPN Japão          | 25.71          | 45.2           | 14.05          | 14.10          | 73.35          |       |
| 19   | 21  | 14    | Felix Elofsson         | SWE Suécia         | 25.18          | 44.4           | 14.04          | 14.80          | 73.24          |       |
| 20   | 22  | 4     | James Matheson         | AUS Austrália      | 26.10          | 46.2           | 12.08          | 13.58          | 71.86          |       |
| 21   | 10  | 28    | Nick Page              | USA Estados Unidos | 24.36          | 41.2           | 13.63          | 15.88          | 70.71          |       |
| 22   | 13  | 17    | Sacha Theocharis       | FRA França         | 24.96          | 43.0           | 12.41          | 15.09          | 70.50          |       |
| 23   | 27  | 26    | Will Feneley           | GBR Grã-Bretanha   | 26.69          | 45.1           | 12.33          | 12.80          | 70.23          |       |
| 24   | 17  | 20    | Laurent Dumais         | CAN Canadá         | 24.52          | 41.2           | 12.89          | 15.67          | 69.76          |       |
| 25   | 26  | 30    | Severi Vierelä         | FIN Finlândia      | 26.92          | 44.1           | 13.06          | 12.50          | 69.66          |       |
| 26   | 18  | 18    | Oskar Elofsson         | SWE Suécia         | 25.94          | 43.9           | 11.57          | 13.79          | 69.26          |       |
| 27   | 24  | 13    | Nikita Andreev         | ROC                | 24.15          | 40.1           | 11.14          | 16.15          | 67.39          |       |
| 28   | 30  | 7     | Zhao Yang              | CHN China          | 28.09          | 41.6           | 8.91           | 10.96          | 61.47          |       |
| 29   | 12  | 23    | Bradley Wilson         | USA Estados Unidos | Did Not Finish | Did Not Finish | Did Not Finish | Did Not Finish | Did Not Finish |       |
| 29   | 25  | 27    | Matt Graham            | AUS Austrália      | Did Not Finish | Did Not Finish | Did Not Finish | Did Not Finish | Did Not Finish |       |

#### Qualificação 2
| Pos. | Bib | Ordem | Atleta                 | País               | Qual 1 | Tempo | Pontuação | Pontuação | Pontuação | Total | Melhor | Notas |
| Pos. | Bib | Ordem | Atleta                 | País               | Qual 1 | Tempo | Giros     | Aéreo     | Tempo     | Total | Melhor | Notas |
| ---- | --- | ----- | ---------------------- | ------------------ | ------ | ----- | --------- | --------- | --------- | ----- | ------ | ----- |
| 1    | 21  | 9     | Felix Elofsson         | SWE Suécia         | 73.24  | 25.24 | 46.8      | 17.35     | 14.72     | 78.87 | 78.87  | QF    |
| 2    | 8   | 5     | Brodie Summers         | AUS Austrália      | 75.66  | 24.71 | 47.9      | 14.62     | 15.41     | 77.93 | 77.93  | QF    |
| 3    | 10  | 19    | Nick Page              | USA Estados Unidos | 70.71  | 25.30 | 45.7      | 17.02     | 14.64     | 77.36 | 77.36  | QF    |
| 4    | 14  | 7     | Cooper Woods-Topalovic | AUS Austrália      | 74.65  | 24.01 | 46.4      | 14.00     | 16.34     | 76.74 | 76.74  | QF    |
| 5    | 2   | 10    | Ikuma Horishima        | JPN Japão          | 74.40  | 25.75 | 47.6      | 14.04     | 14.55     | 76.19 | 76.19  | QF    |
| 6    | 20  | 16    | Nikita Novitckii       | ROC                | 74.71  | 25.57 | 46.5      | 14.87     | 14.28     | 75.65 | 75.65  | QF    |
| 7    | 28  | 14    | Dmitriy Reiherd        | KAZ Cazaquistão    | 75.43  | 25.24 | 45.7      | 14.48     | 14.72     | 74.90 | 75.43  | QF    |
| 8    | 13  | 11    | Sacha Theocharis       | FRA França         | 70.50  | 25.56 | 47.5      | 13.62     | 14.29     | 75.41 | 75.41  | QF    |
| 9    | 24  | 8     | Nikita Andreev         | ROC                | 67.39  | 24.49 | 44.4      | 14.52     | 15.70     | 74.62 | 74.62  | QF    |
| 10   | 23  | 4     | Marco Tadé             | SUI Suíça          | 74.48  | 25.23 | 44.1      | 11.62     | 14.73     | 70.45 | 74.48  | QF    |
| 11   | 5   | 1     | Pavel Kolmakov         | KAZ Cazaquistão    | 74.09  | 25.18 | 42.1      | 12.64     | 14.80     | 69.54 | 74.09  |       |
| 12   | 18  | 12    | Oskar Elofsson         | SWE Suécia         | 69.26  | 24.85 | 45.1      | 13.19     | 15.23     | 73.52 | 73.52  |       |
| 13   | 19  | 6     | So Matsuda             | JPN Japão          | 73.35  | 26.11 | 43.6      | 11.87     | 13.57     | 69.04 | 73.35  |       |
| 14   | 22  | 2     | James Matheson         | AUS Austrália      | 71.86  | 25.76 | 45.2      | 13.97     | 14.03     | 73.20 | 73.20  |       |
| 15   | 12  | 15    | Bradley Wilson         | USA Estados Unidos | DNF    | 25.29 | 45.5      | 12.79     | 14.65     | 72.94 | 72.94  |       |
| 16   | 17  | 13    | Laurent Dumais         | CAN Canadá         | 69.76  | 25.32 | 43.4      | 13.38     | 14.61     | 71.39 | 71.39  |       |
| 17   | 27  | 17    | Will Feneley           | GBR Grã-Bretanha   | 70.23  | 26.45 | 42.4      | 12.02     | 13.12     | 67.54 | 70.23  |       |
| 18   | 26  | 20    | Severi Vierelä         | FIN Finlândia      | 69.66  | 25.58 | 42.5      | 12.39     | 14.27     | 69.16 | 69.66  |       |
| 19   | 25  | 18    | Matt Graham            | AUS Austrália      | DNF    | 23.97 | 37.8      | 10.94     | 16.39     | 65.13 | 65.13  |       |
| 20   | 30  | 3     | Zhao Yang              | CHN China          | 61.47  | 26.42 | 42.2      | 9.59      | 13.16     | 64.95 | 64.95  |       |

### Final

#### Final 1
| Pos. | Bib | Ordem | Atleta                 | País               | Tempo          | Pontuação      | Pontuação      | Pontuação      | Total          | Notas |
| Pos. | Bib | Ordem | Atleta                 | País               | Tempo          | Giros          | Aéreo          | Tempo          | Total          | Notas |
| ---- | --- | ----- | ---------------------- | ------------------ | -------------- | -------------- | -------------- | -------------- | -------------- | ----- |
| 1    | 1   | 20    | Mikaël Kingsbury       | CAN Canadá         | 25.30          | 49.7           | 17.44          | 14.64          | 81.78          | QF    |
| 2    | 4   | 15    | Kosuke Sugimoto        | JPN Japão          | 24.41          | 47.7           | 15.50          | 15.81          | 79.01          | QF    |
| 3    | 7   | 13    | Daichi Hara            | JPN Japão          | 24.27          | 47.6           | 14.99          | 16.00          | 78.59          | QF    |
| 4    | 3   | 19    | Walter Wallberg        | SWE Suécia         | 23.63          | 47.0           | 14.21          | 16.84          | 78.05          | QF    |
| 5    | 2   | 6     | Ikuma Horishima        | JPN Japão          | 25.20          | 48.1           | 15.04          | 14.77          | 77.91          | QF    |
| 6    | 9   | 18    | Benjamin Cavet         | FRA França         | 24.26          | 47.9           | 13.89          | 16.01          | 77.80          | QF    |
| 7    | 14  | 7     | Cooper Woods-Topalovic | AUS Austrália      | 24.19          | 46.7           | 14.78          | 16.10          | 77.58          | QF    |
| 8    | 24  | 2     | Nikita Andreev         | ROC                | 24.18          | 46.5           | 14.34          | 16.11          | 76.95          | QF    |
| 9    | 28  | 4     | Dmitriy Reiherd        | KAZ Cazaquistão    | 24.78          | 46.0           | 15.58          | 15.32          | 76.90          | QF    |
| 10   | 10  | 8     | Nick Page              | USA Estados Unidos | 25.98          | 46.3           | 16.76          | 13.74          | 76.80          | QF    |
| 11   | 13  | 3     | Sacha Theocharis       | FRA França         | 24.65          | 46.7           | 14.40          | 15.49          | 76.59          | QF    |
| 12   | 8   | 9     | Brodie Summers         | AUS Austrália      | 24.40          | 45.8           | 14.53          | 15.82          | 76.15          | QF    |
| 13   | 20  | 5     | Nikita Novitckii       | ROC                | 25.00          | 46.7           | 14.15          | 15.03          | 75.88          |       |
| 14   | 15  | 16    | Cole McDonald          | USA Estados Unidos | 25.29          | 45.6           | 15.53          | 14.65          | 75.78          |       |
| 15   | 6   | 14    | Ludvig Fjällström      | SWE Suécia         | 24.85          | 46.0           | 14.14          | 15.23          | 75.37          |       |
| 16   | 16  | 11    | Dylan Walczyk          | USA Estados Unidos | 25.13          | 45.0           | 15.27          | 14.86          | 75.13          |       |
| 17   | 21  | 10    | Felix Elofsson         | SWE Suécia         | 25.36          | 45.4           | 15.01          | 14.56          | 74.97          |       |
| 18   | 23  | 1     | Marco Tadé             | SUI Suíça          | 24.48          | 45.5           | 13.49          | 15.72          | 74.71          |       |
| 19   | 29  | 12    | Olli Penttala          | FIN Finlândia      | 24.39          | 45.0           | 13.84          | 15.84          | 74.68          |       |
| 20   | 11  | 17    | Jimi Salonen           | FIN Finlândia      | Did Not Finish | Did Not Finish | Did Not Finish | Did Not Finish | Did Not Finish |       |

#### Final 2
| Pos. | Bib | Ordem | Atleta                 | País               | Tempo          | Pontuação      | Pontuação      | Pontuação      | Total          | Notas |
| Pos. | Bib | Ordem | Atleta                 | País               | Tempo          | Giros          | Aéreo          | Tempo          | Total          | Notas |
| ---- | --- | ----- | ---------------------- | ------------------ | -------------- | -------------- | -------------- | -------------- | -------------- | ----- |
| 1    | 3   | 9     | Walter Wallberg        | SWE Suécia         | 24.10          | 47.8           | 16.31          | 16.22          | 80.33          | QF    |
| 2    | 1   | 12    | Mikaël Kingsbury       | CAN Canadá         | 25.50          | 48.5           | 16.72          | 14.37          | 79.59          | QF    |
| 3    | 2   | 8     | Ikuma Horishima        | JPN Japão          | 25.47          | 48.6           | 16.57          | 14.41          | 79.58          | QF    |
| 4    | 9   | 7     | Benjamin Cavet         | FRA França         | 24.48          | 47.0           | 16.10          | 15.72          | 78.82          | QF    |
| 5    | 14  | 6     | Cooper Woods-Topalovic | AUS Austrália      | 25.02          | 47.3           | 14.91          | 15.01          | 77.22          | QF    |
| 6    | 10  | 3     | Nick Page              | USA Estados Unidos | 25.63          | 45.5           | 17.22          | 14.20          | 76.92          | QF    |
| 7    | 7   | 10    | Daichi Hara            | JPN Japão          | 24.40          | 46.8           | 14.20          | 15.82          | 76.82          |       |
| 8    | 28  | 4     | Dmitriy Reiherd        | KAZ Cazaquistão    | 25.32          | 46.1           | 16.06          | 14.61          | 76.77          |       |
| 9    | 4   | 11    | Kosuke Sugimoto        | JPN Japão          | 25.13          | 46.6           | 14.27          | 14.86          | 75.73          |       |
| 10   | 8   | 1     | Brodie Summers         | AUS Austrália      | 24.47          | 44.6           | 14.67          | 15.73          | 75.00          |       |
| 11   | 13  | 2     | Sacha Theocharis       | FRA França         | 24.70          | 43.4           | 14.57          | 15.43          | 73.40          |       |
| 12   | 24  | 5     | Nikita Andreev         | ROC                | Did Not Finish | Did Not Finish | Did Not Finish | Did Not Finish | Did Not Finish |       |

#### Final 3
| Pos.              | Bib | Ordem | Atleta                 | País               | Tempo | Pontuação | Pontuação | Pontuação | Total | Notas |
| Pos.              | Bib | Ordem | Atleta                 | País               | Tempo | Giros     | Aéreo     | Tempo     | Total | Notas |
| ----------------- | --- | ----- | ---------------------- | ------------------ | ----- | --------- | --------- | --------- | ----- | ----- |
| Medalha de ouro   | 3   | 6     | Walter Wallberg        | SWE Suécia         | 23.70 | 48.8      | 17.68     | 16.75     | 83.23 |       |
| Medalha de prata  | 1   | 5     | Mikaël Kingsbury       | CAN Canadá         | 25.02 | 49.6      | 17.57     | 15.01     | 82.18 |       |
| Medalha de bronze | 2   | 4     | Ikuma Horishima        | JPN Japão          | 23.86 | 47.4      | 17.54     | 16.54     | 81.48 |       |
| 4                 | 9   | 3     | Benjamin Cavet         | FRA França         | 24.60 | 47.4      | 16.48     | 15.56     | 79.44 |       |
| 5                 | 10  | 1     | Nick Page              | USA Estados Unidos | 25.68 | 47.6      | 17.16     | 14.14     | 78.90 |       |
| 6                 | 14  | 2     | Cooper Woods-Topalovic | AUS Austrália      | 25.01 | 47.6      | 16.26     | 15.02     | 78.88 |       |

Legenda
| Recorde mundial      | Recorde mundial (World record)               |                       | Recorde africano                      | Recorde africano (African) |                                           | Q | Classificado por posição (Qualified) |
| Recorde olímpico     | Recorde olímpico (Olympic record)            | Recorde da América    | Recorde da América (Americas)         | q                          | Classificado por melhor tempo (Qualified) |   |                                      |
| Melhor marca do ano  | Melhor marca do ano (World leading)          | Recorde asiático      | Recorde asiático (Asian)              | DNS                        | Não largou (Did not start)                |   |                                      |
| Recorde nacional     | Recorde nacional (National record)           | Recorde europeu       | Recorde europeu (European)            | DNF                        | Não terminou (Did not finish)             |   |                                      |
| Recorde pessoal      | Recorde pessoal do atleta (Personal best)    | Recorde da Oceania    | Recorde da Oceania (Oceania)          | DSQ / DQ                   | Desclassificado (Disqualified)            |   |                                      |
| Recorde da temporada | Recorde da temporada do atleta (Season best) | Recorde sul-americano | Recorde sul-americano (South America) | NM                         | Sem marca (No mark)                       |   |                                      |